# Mario Castelnuovo-Tedesco
Mario Castelnuovo-Tedesco (1895-1968) là nhà soạn nhạc người Ý. Ông là người đầu tiên viết bản concerto cho guitar trong thế kỷ 20.